# 越中沢岳
越中沢岳（えっちゅうさわたけ）は、富山県富山市にある山。立山連峰の主尾根上の山であり、標高は2591.4m。富山県登山連盟の富山の百山の一つ。

## 概要
立山連峰の立山と薬師岳の間の尾根上にある山で、五色ヶ原の南側にあり、薬師岳や五色ヶ原に向かう登山道の通過点となっている。知名度は北アルプスの山の中で非常に低く、「黒部の源流に孤高を誇る山」とも評される。ヌクイ谷や廊下沢の源流となっている。
山体は黒部型花崗岩という後期中生代の岩石で、東側には木挽山に続く尾根がある。
山頂北面はなだらかな尾根で高山植物が多い。一方南面は急傾斜で薬師岳の眺めが良い。

## 山名の由来
この山が源流のヌクイ谷の信州側の呼称が越中沢で、その源流の山という点から名付けられた。山頂の二等三角点では「栂山」、古地図では「数合山」とある。